# Mahou (langue)
Pour les articles homonymes, voir Mahou.
Le mahou ou mahoukakan est une langue mandingue parlée en Côte d’Ivoire.